# Orquesta típica (documental)
Orquesta Típica es un documental que relata las vivencias de la Orquesta Típica Fernández Fierro que recorre el mundo difundiendo su particular visión del tango. 
El documental fue dirigido por Nicolás Entel y fue rodada mayoritariamente en Buenos Aires, aunque también se registraron imágenes durante la primera gira europea de la Orquesta, la cual incluyó países como Holanda, Alemania, Suiza e Italia. También se filmó una mini-gira por Uruguay.
El proyecto se terminó de grabar a principios de 2004, y fue seguido por ocho largos y arduos meses de edición off-line. La inusual duración de este proceso se explica a través de él hecho que Nicolás Entel y Pablo Farina, director y editor respectivamente, optasen por terminar un documental utilizando un lenguaje casi propio del cine de ficción. Orquesta Típica no utiliza voces en off y las entrevistas a cámara son llevadas a su mínima expresión.
La película tiene previsto estrenarse a principios de 2007 en las salas de cine alrededor del mundo, iniciando dicho proceso en Buenos Aires. Sin embargo, ya recibió el premio Audience Award en el Beverly Hills Film Festival 2006, además de haber sido elegida para la apertura del Wild River Film Festival. Además, se presentó en la Semana del Cine de Tandil, en el Festival Urban Tango Barcelona, en Turks & Caicos International Film Festival, Festival de Cine de San Rafael y en Boston Latino International Film Festival, entre otros.

## Premios
- Audience Award. Best Documentary Beverly Hills Film Festival 2006.